# Амир Бахадур-Дженг
Амир Бахадур-Дженг (1855—1917) — персидский политический и государственный деятель; министр двора, министр обороны Персии.

## Биография
Гусейн Паша-хан родился в 1855 года в азербайджанской семье в одном из карадагских селений Иранского Азербайджана и был вторым сыном Мухаммед Садик-хана Бахадури. Он принадлежал к известному и влиятельному карабахскому клану Рустамбековы, давшему Азербайджану множество выдающихся личностей — политиков, историков, ученых. До революции 1905—1911 был военачальником.
В 1908 году в Тебризе началось восстание против власти шаха. Одновременно Мохаммад Али-шах принял меры к тому, чтобы поднять свою популярность в глазах общественного мнения и дискредитировать меджлис. Стараясь показать, что он заботится об «интересах народа» в противовес «бесполезной болтовне» меджлиса, шах сместил с важных придворных и государственных постов некоторых, особенно ненавистных народу реакционеров, в том числе министра двора Амир Бахадур-Дженга, Сепахдара Наср-эс-Салтане и других (но через короткий промежуток времени самый ярый из них, реакционер Амир Бахадур-Дженг, был вновь приближён к шаху и сделался его доверенным лицом). По приказу шаха были созданы комиссии по разработке проекта военных реформ и по выработке уставов сената, министерства юстиции и городского управления. Демонстративно было объявлено, что шах решил сократить свой цивильный лист с 500 тыс. туманов до 60 тыс. в год. Были объявлены недействительными, как распоряжения больного человека, указы Мозаффар-эд-Дин шаха, изданные после 5 августа 1906 года, о пожалованиях пенсий, государственных и шахских земель, а также подарки драгоценностями и деньгами. Гарем Мозаффар-эд-Дин шаха был распущен, и его обитательницам назначены скромные пенсии.
Во время шиитского праздника на площади Тупхане был устроен митинг и тегеранский проповедник Сейид Мохаммед Язди выступил в ноябре 1907 года в мечети Зейд с проповедью, направленной против меджлиса в защиту шариата, но был осмеян и вынужден был сойти с кафедры, так и не докончив проповеди. 27 ноября шах предъявил ультиматум меджлису, чтобы он заставил энджомены прекратить вмешательство в деятельность исполнительной власти, на что меджлис — после некоторого колебания — ответил отрицательно. И тем не менее, при наличии шахского войска, муджтахиды, федаи и члены прогрессивных энджоменов, собравшись на митинге в мечети Сепахсалар, выступили против шаха и интриг его соглядатаев. 14 декабря 1907 года меджлис потребовал от шаха заставить реакционеров Саед эд-Доуле и Амир Бахадура-Дженга прекратить провокационную деятельность по отношению к депутатам, но шах отверг требования меджлиса, предложив распустить тегеранский и тебризский энджомены. Более того, шах вызвал премьер-министра Насер уль-Мулька и арестовал его (но вскоре, по настоянию англичан, Насер оль-Мольк был освобождён).
15 декабря 1907 году шахские агенты собрали на площади Тупхане толпу: бродяг, религиозных фанатиков, «поножовщиков», предварительно заплатив им, и силами этих подонков начали сеять смуту среди народа. Правительственные войска и отряды племен во главе с Бахадур-Дженгом должны были разогнать меджлис и энджомены и совершить контрреволюционный переворот.
В связи с разгоном в июне 1908 году первого меджлиса, специальный корреспондент «Русского слова» в разделе «Письма из Персии» пересказал беседу с приближенным шаха — «диктатором» Амир Баходуром Дженгом, презрительно отзывавшемся об иранских конститухщоналисгах-революционерах, как об «отбросах /общества/, которые ничего не имеют и ничем не рискуют». Объяснение Баходур Дженгом конституции показывает принципиально разный подход к конституционному законодательству со стороны консервативных элементов, по сравнению с конституционалистами — сторонниками меджлиса и Основного закона: "Мы понимаем только такую конституцию, которая согласована с исламом и шариатом. Мы будем бороться с предрассудками тех людей, которые по-своему понимают конституцию.
Амир Бахадур-Дженг умер 1917 года.